# Salvador Cabré i Puig
Salvador Cabré i Puig (Mont-roig del Camp, 11 de desembre de 1931 – Barcelona, 17 de juny de 2013) fou un sacerdot català, que exercí de capellà a Santa Coloma de Gramenet. Se li atribueix la frase: “Estimar és viure de debò, a Santa Coloma i al món sencer”.

## Biografia
Salvador Cabré neix a Mont-roig del Camp, però als dos anys la família es trasllada a Santa Coloma de Gramenet on la seva mare, Carmen Puig, hi farà de mestra. Cabré recorda els jocs a la plaça de la Vila: “Ens ho passàvem la mar de bé jugant a grilló, a fet, a fet i amagar, a ratlla i tomàquet: a les tres, saltar i no dir res, a les cinc miquelet ja et tinc!, a ídem, a cavall fort: Cavall fort, aguanta’t fort; si vas a caure, digues: Fava de burot!". Eren temps de la república.
Als dotze anys decideix fer-se capellà i entra al Seminari de la Conreria. Més tard estudia filosofia (1952), teologia (1957) i català (1970). A principis dels anys 60 ja està vinculat a Acció Catòlica Obrera. El Concili Vaticà II estimula els capellans a fer un apostolat més obert i a relacionar-se amb la classe treballadora. Al llarg de la seva vida passarà per diverses parròquies: primer a Barcelona, a la de Sant Ignasi de Loiola i a la del Bon Pastor, després va a Santa Coloma, al barri del Singuerlín, on funda la parròquia de Sant Miquel (1965-1987). El novembre de 1987 torna a Barcelona, i s'està a les parròquies de Sant Oleguer i de Sant Francesc de Sales. L'última destinació com a rector és la parròquia d'Argentona, al Maresme. Sigui on sigui, sempre pensa en la tasca pastoral com una lluita per aconseguir la felicitat de la població. La fe en Crist, fer el bé i estimar la gent, la solidaritat —i no la simple almoina—, l'acolliment de les famílies nouvingudes —que visitava casa per casa quan s'assabentava de la seva arribada al barri—, el compromís per transformar la societat i per acabar amb les mancances dels més pobres i el foment de la llengua i cultura catalanes seran els leitmotiv de la seva vida.

### Capellà obrer
El 1965 arriba a Santa Coloma de Gramenet un grup de capellans, que hi portaran l'esperit del Concili Vaticà II. Els anomenaran capellans obrers perquè entenen que la tasca pastoral està íntimament lligada a la feina al taller, a la fàbrica, al despatx o a l'escola. Salvador Cabré ho explica així en una entrevista d'Agustina Rico a la revista Grama el novembre de 1982: “Durant deu anys vaig fer de traductor de francès, italià, castellà i català; vaig fer de fuster després durant mig any, però em van treure per poca traça, i fa dotze anys vaig començar amb les classes de català, impulsades per Òmnium Cultural”.

### El Singuerlín i Santa Coloma de Gramenet
Quan el 1965 arriba al barri del Singuerlín —ell en deia de Can Singuerlín—, hi funda la parròquia de Sant Miquel. Les condicions de vida del barri són tan precàries (manca de serveis bàsics com escoles, transport públic, metge o mercat; carrers sense asfaltar, sense clavegueram, ni enllumenat; habitatges sense aigua ni llum...), que pren el compromís amb fidels i laics de transformar el barri. A redós de la parròquia, funda l'Obra Social, que serà l'aixopluc de les comunitats de base, del Centre Social —amb una joventut molt activa amb membres de les JOC—, la guarderia, Aspanide (l'escola per a discapacitats), l'Associació de Veïns i l'Associació de Dones del barri —a la qual pagarà el lloguer del local amb el seu sou de capellà durant bastant de temps—, una biblioteca, espais de debat, de cinema i cinefòrums, i de reunions clandestines de la Comissió de barri.
Són temps difícils, per les condicions de vida i per la repressió que el règim franquista aplica a qui lluita per millorar-les. En aquelles circumstàncies, unes quantes parròquies colomenques es converteixen en refugi de l'activisme polític transformador. Com a rector de la parròquia més d'una vegada anirà a comissaria per demanar la llibertat de veïns detinguts per la policia i més d'un cop n'aconsegueix l'alliberament immediat. Per actuacions com aquesta entra a la llista negra de la policia franquista i comparteix llista amb altres capellans colomencs com Josep M. Galbany, Jaume P. Sayrach i Josep Esquirol.
El número 118 de la revista Sàpiens, de juliol de 2012, recull la nota policial sobre la seva suposada filiació política: “Salvador Cabré Puig Nacido el 11-12-1.931 em Montreig (Tarragona) (sic), cèlibe, sacerdote, hijo de José y de María del Carmen, con domicilio en… Progresista, catalano-separatista”.
En aquell temps la premsa alternativa tindrà un pes determinant per donar a conèixer la realitat social de la ciutat i del país i això el porta a col·laborar i a promoure la premsa colomenca primer, —la revista Grama en serà el vaixell insígnia—, i a partir de 1979, la nacional, amb la campanya a Santa Coloma per salvar el diari Avui.
Anys més tard, desapareguda Grama, promou revistes locals com Ciutat, Poble o L'Esquerra del Besòs, i aconsegueix força subscriptors anant casa per casa. També es fa càrrec de l'edició de llibres amb el suport de l'Associació Teresa Quintana, gràcies al llegat econòmic que va deixar Teresa Quintana, col·laboradora de la parròquia.

### Parròquies de Sant Oleguer, Sant Francesc de Sales i Sant Julià d'Argentona
El 1988 marxa del Singuerlín i és nomenat rector de Sant Oleguer, rectorat que compartirà amb la veïna parròquia de Sant Francesc de Sales un any més tard. Amb aquest trasllat fa feliç la mare, donya Carmen, que havia manifestat en més d'una ocasió la voluntat de tornar a viure a l'Eixample barceloní.
A Barcelona continua la labor encetada a Santa Coloma de contactar amb el veïnat i d'exhortar els laics de participar en la vida parroquial, tal com proposa el sínode episcopal de 1987.
També es dedica a la millora i restauració de les instal·lacions de Sant Oleguer i ho intenta fer a Sant Francesc, cosa que provocarà un enfrontament amb el bisbe Tresserras.
El 1995 inicia una nova etapa com a rector a Argentona. Acompanya la tasca pastoral del treball amb els més necessitats i amb la restauració de la capella de Puig i Cadafalch i l'hort del Rector, que avui duu el seu nom.
Problemes de salut li fan deixar la parròquia i, després d'un breu pas de mig any pel seu natal Mont-roig, torna a Santa Coloma, on viu uns anys a la parròquia de Santa Coloma. Més tard torna a viure Barcelona, a casa de Pilar Ferrando, col·laboradora molt estreta seva, i acaba els seus dies a la residència de les Germanetes dels Pobres de la plaça de Tetuan de Barcelona.

### Impulsor del català
Salvador Cabré és un amant de la llengua i la cultura de Catalunya. En una entrevista feta per J.P. Sayrach a la revista FòrumGrama amb motiu del Premi Salvador Cabré, que concedeix el Centre de Normalització Lingüística L'Heura de Santa Coloma de Gramenet a persones o entitats que han destacat per l'impuls i la promoció del català a la ciutat, ens explica d'on li ve aquest interès.
La passió per la llengua i pel país —mossèn Cabré va ser un independentista avant la lettre— neixen al seminari als anys quaranta de la mà de mossèn Campo, Joaquim Trias i Josep M. Totusaus.
A Santa Coloma, organitza classes de català per a adults al Centre Social i a l'Associació de Dones del Singuerlín. La xarxa s'estendrà per la ciutat, amb el suport de persones pròximes com Josep Catà —de la parròquia de Santa Maria de Can Mariner—, Montserrat Cascante —del Casal de Cultura de Santa Rosa—, Ramon Escudero, Carles Olivares, Enric Hurtado, Anna Pedrola o Marta Vallverdú. És un primer impuls voluntarista que anirà paral·lel a l'organització de cursos de català per a infants a les escoles de la ciutat per part d'Òmnium Cultural, amb la col·laboració de mestres com ell mateix, Joaquim Arenas, Lluïsa Corominas, Jordi Sandiumenge, Carme Corbera, Lluís Sidoncha, Pep Palacio, Miquel Muñoz o Agustina Rico.
La Junta Assessora d'Estudis de Català d'Òmnium (JAEC) esdevé així, a Santa Coloma de Gramenet, la impulsora d'una tasca pionera de catalanització a les escoles privades de la ciutat. El català serà matèria d'estudi en horari escolar, tot i no aparèixer en els plans d'estudi.
Mort el dictador, el català també s'estén a les escoles públiques. L'any 1977 Òmnium no pot gestionar els serveis i 11.500 infants de la ciutat estan a punt de perdre les classes de català. És per això que vuitanta entitats colomenques (escoles, associacions de pares, de veïns i de dones, parròquies, partits polítics, sindicats, clubs esportius...) signen un manifest adreçat a l'estrenada Generalitat i als ministeris de Cultura i d'Educació i Ciència on demanen la continuïtat de les classes. La tasca de persones com Salvador Cabré i Joaquim Arenas per portar la llengua catalana a l'escola i la lluita del teixit associatiu colomenc per conservar-lo, anuncia el que temps a venir serà un orgull per a Santa Coloma: ser la primera ciutat del país a experimentar la immersió lingüística.
El 1981 les classes de català per a adults que es fan des dels anys setanta mitjançant voluntaris, prenen una nova embranzida. La Generalitat ofereix subvencionar cursos a l'Ajuntament i Ricard Bonet, que n'és el regidor de Cultura, i Salvador Cabré els organitzaran. Neixen així formalment els Cursos de Català per a Adults de Santa Coloma, que al cap de pocs anys esdevindran l'embrió del Centre de Normalització Lingüística L'Heura, creat l'any 1984. Enrere queden anys de mestratge gramatical i poètic. I ho fa amb una memòria prodigiosa, que s'allargassa fins poc abans de deixar-nos, amb aquella veu greu que tenia, que encaterinava tothom qui el sentia recitar La vaca cega de Joan Maragall o L'Elionor de Miquel Martí i Pol.

### Premis i reconeixements
- El 1988 va rebre el Premi Francesc Macià de treball de la Generalitat de Catalunya. No se’n sentia mereixedor, però diu que ho va consultar amb dos amics, que el van convèncer per acceptar-lo. “Jo no volia res de tot això, però ho vaig consultar amb el Fèlix Trias i l'Eloi, amics seriosos i crítics com sabeu, i em van dir que ho acceptés, perquè era un premi per a tota la labor que s'ha fet a Santa Coloma a favor del català”.
- El 21 de desembre de 1990 rep el Premi Ciutat de Santa Coloma, atorgat per l'Ajuntament de la ciutat.
- El 2004 rep el primer Premi Salvador Cabré, creat pel CNL L'Heura en honor seu, i que en endavant s'atorga a persones o entitats que s'han destacat en la promoció de la llengua catalana. Els següents guardonats seran: Centre Excursionista Puigcastellar (2006), Màrius Sampere (2008), Fondo Comerç (2010), Casal del Mestre (2012) i Fèlix Trias (2014).
- El 2010 s'inaugura la biblioteca del Singuerlín, que duu el seu nom, Biblioteca Singuerlín-Salvador Cabré.

## Obra
- S. Cabré: L'Església del segle XXI. Ed. Mediterrània, 1998
- S. Cabré: Diàlegs d'un rector. Ed. Mediterrània, 1998
- S. Cabré: Per què teniu por, bisbes de poca fe? Ed. Mediterrània, 1999